# 巴拉頓高地國家公園

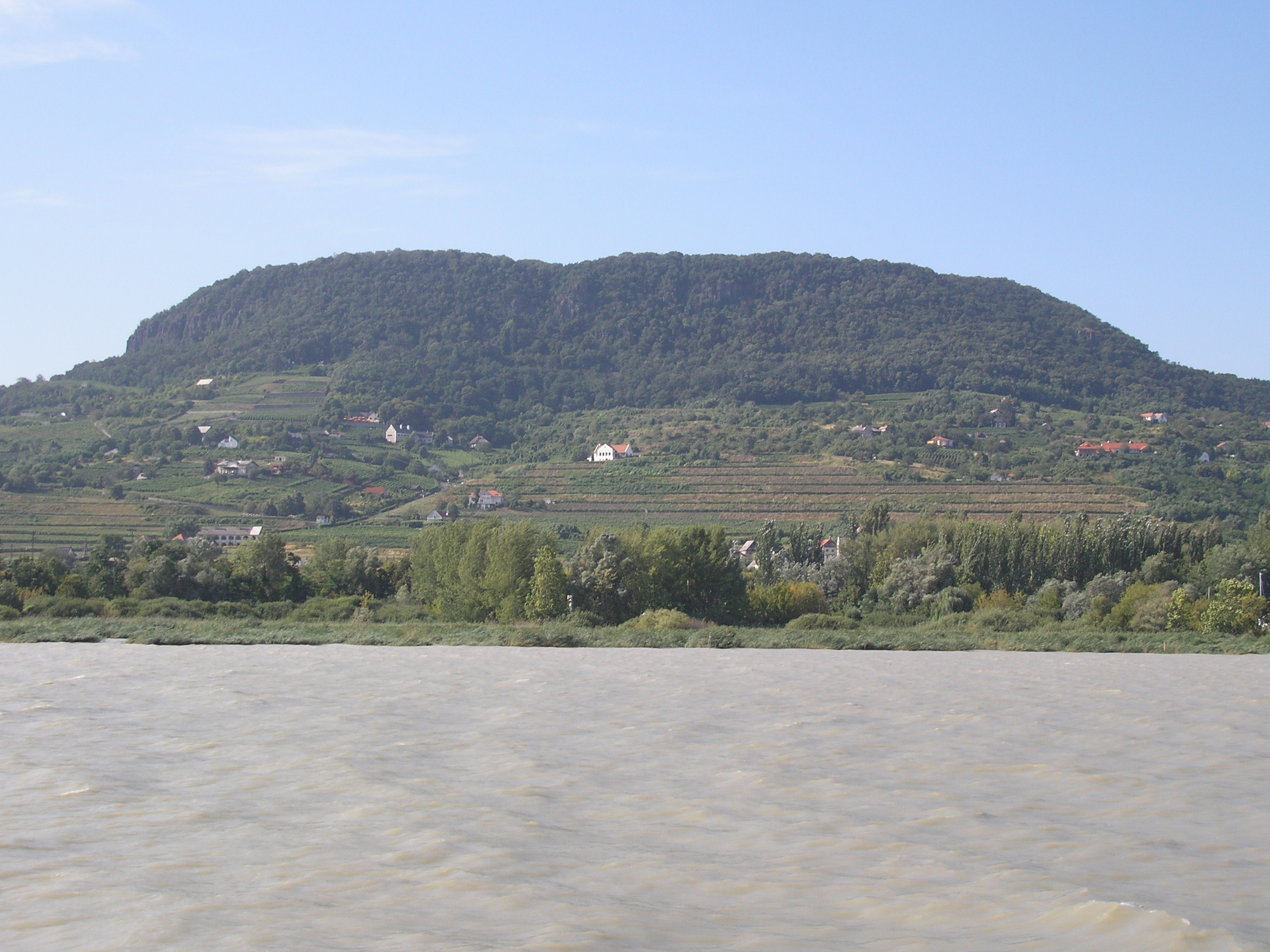

巴拉頓高地國家公園（匈牙利語：Balaton-felvidéki Nemzeti Park）是匈牙利的國家公園，位於該國中西部巴拉頓湖西北岸，由維斯普雷姆州和佐洛州負責管轄，始建於1997年，面積570平方公里。

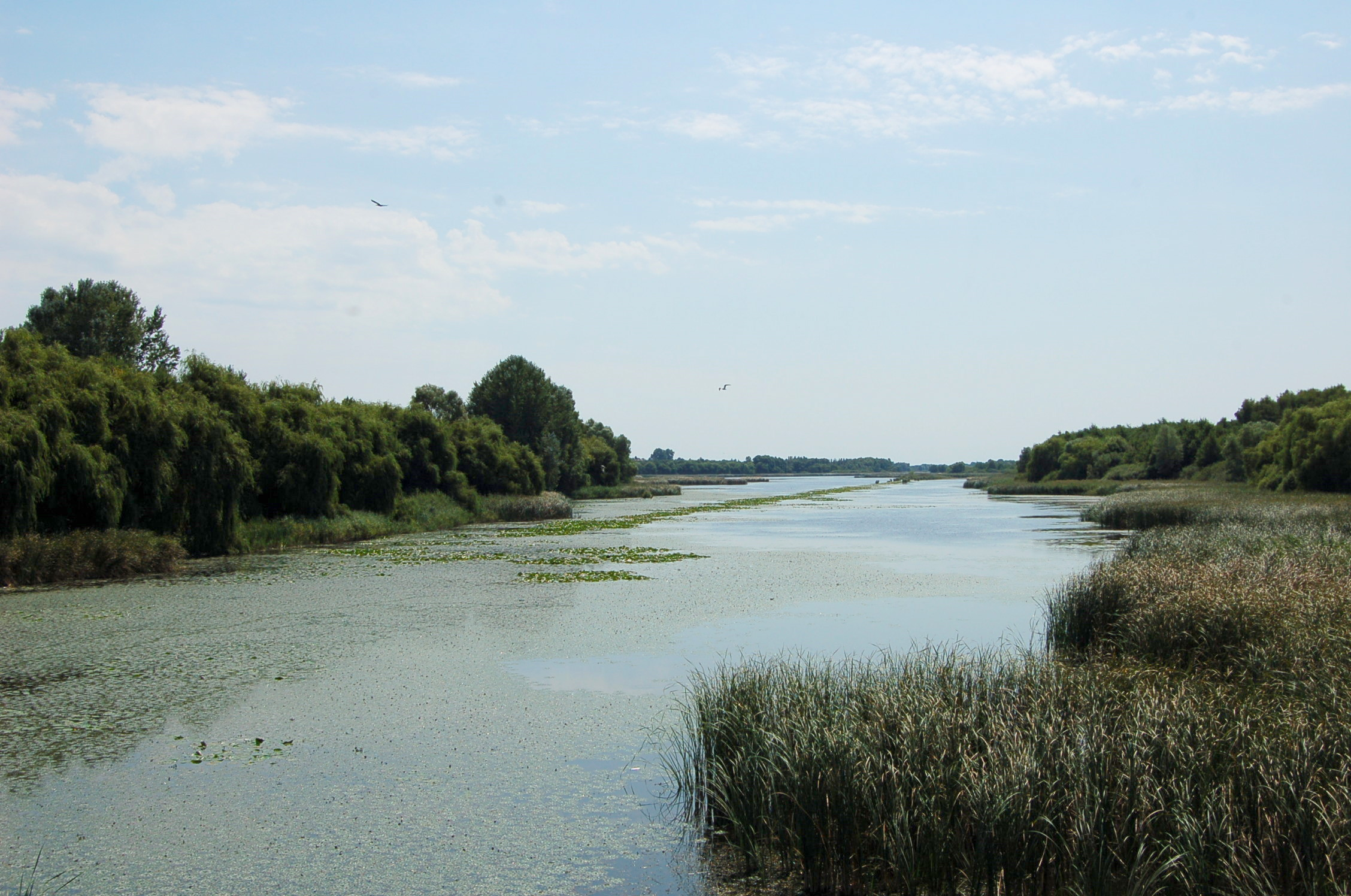
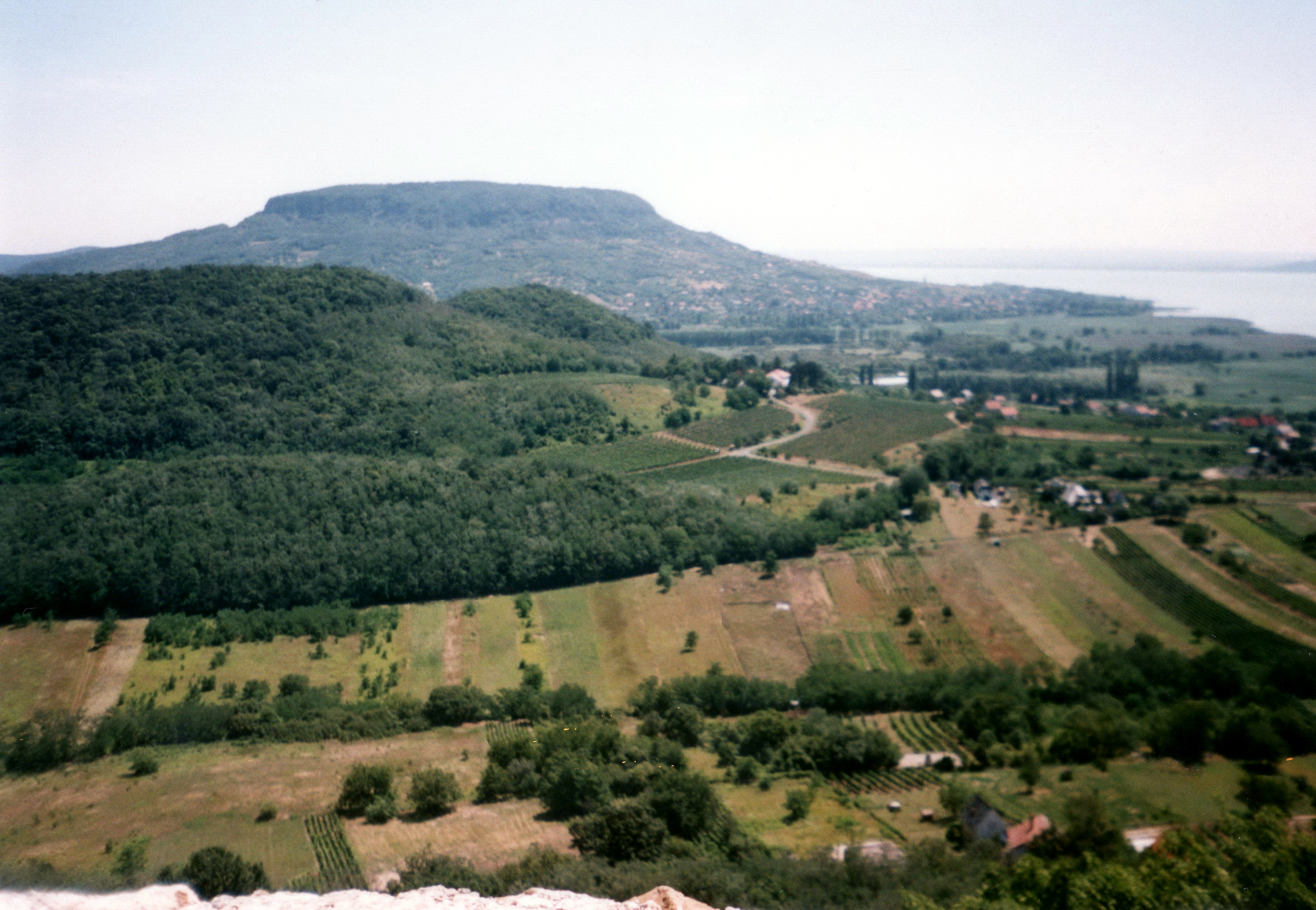
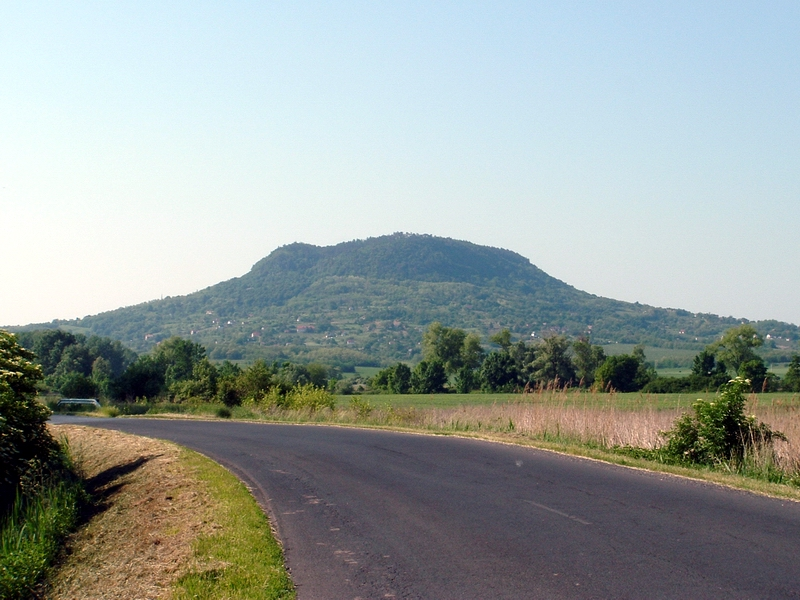
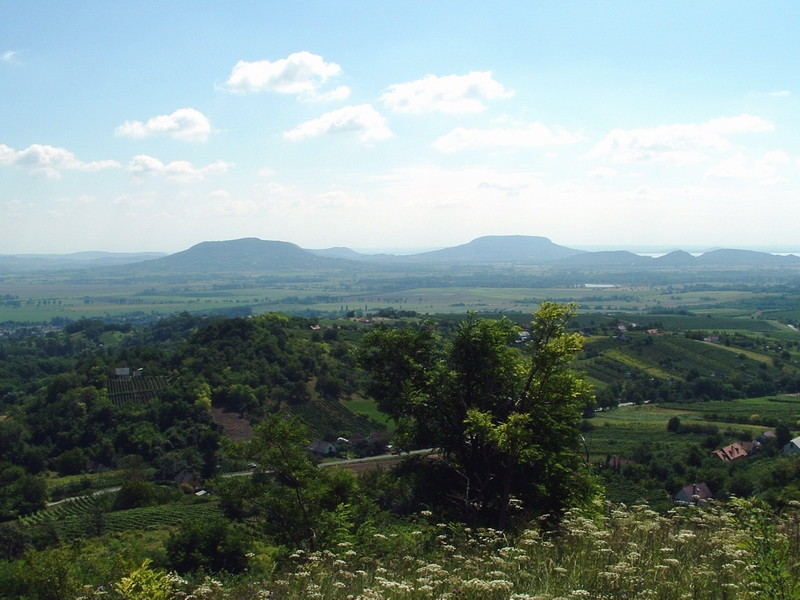
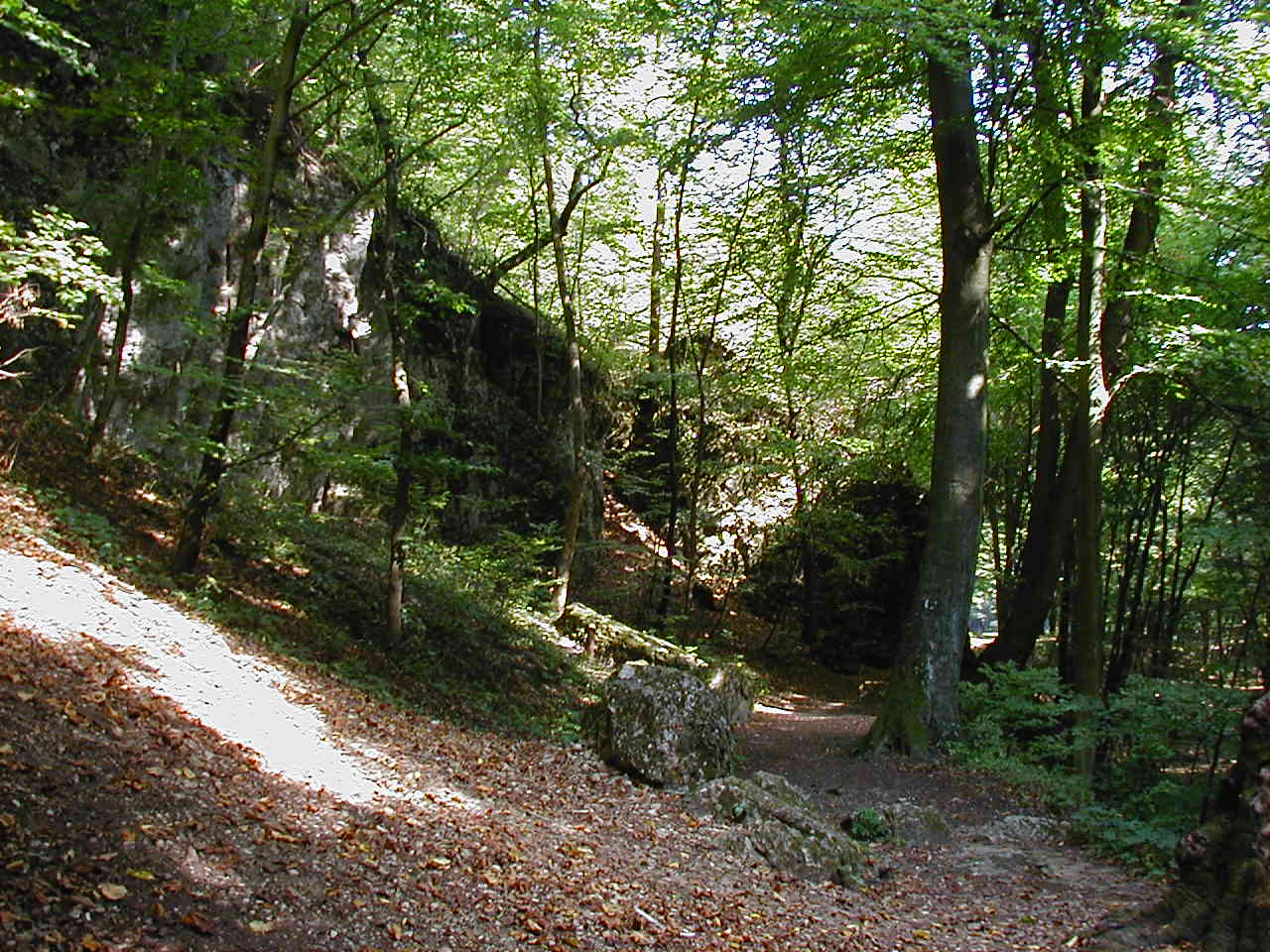
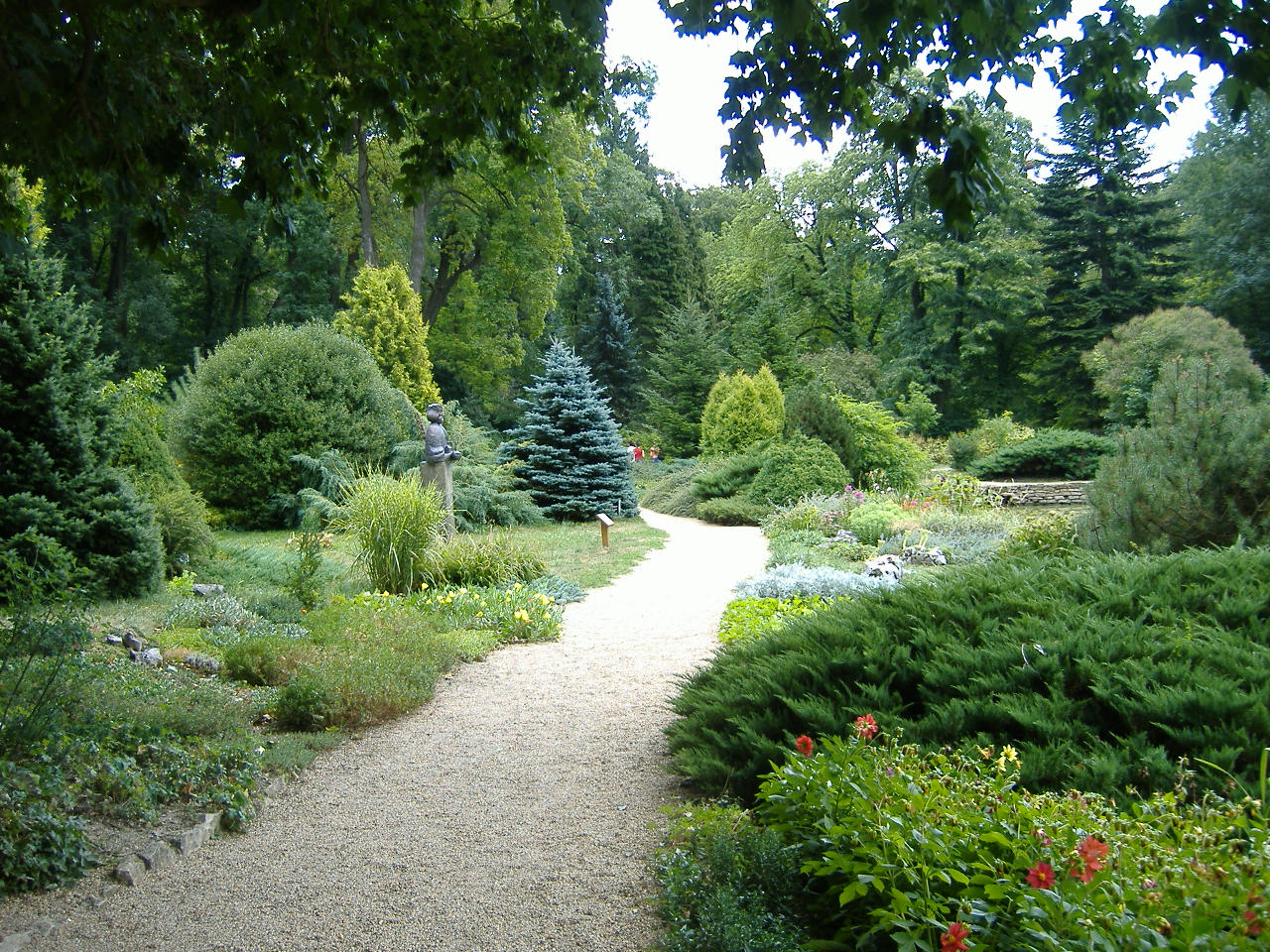
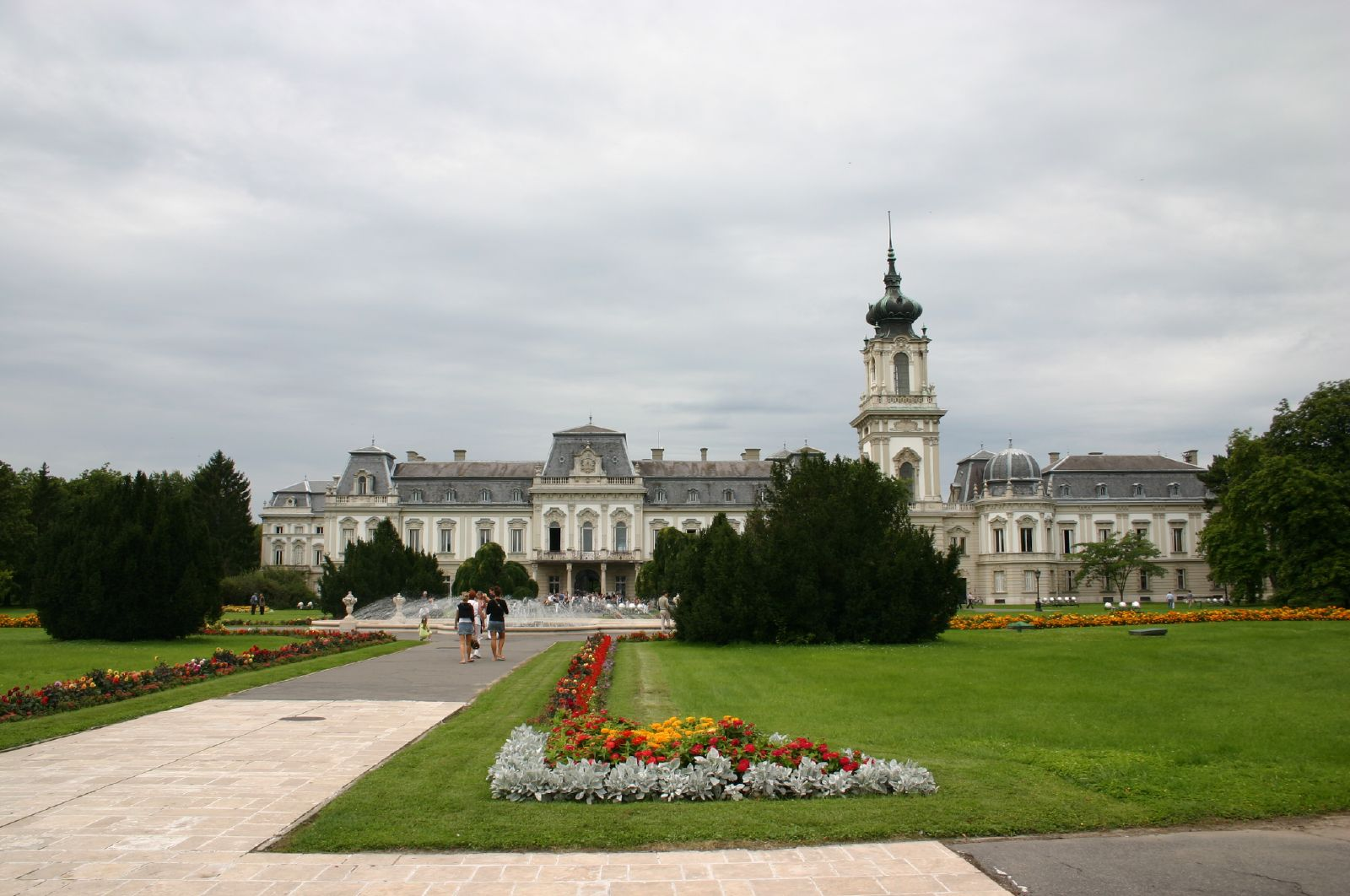
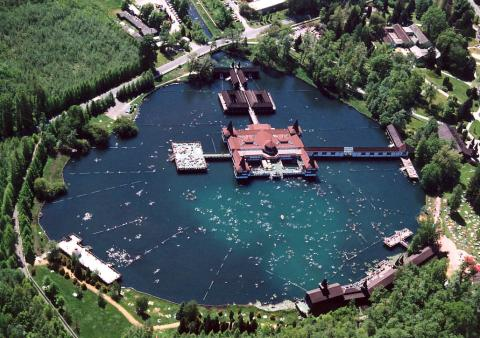

## 外部連結
- website of Balaton Uplands National Park （页面存档备份，存于）
- Balaton Uplands National Park - Hungary description （页面存档备份，存于）

46°58′33″N 17°55′46″E / 46.9758°N 17.9294°E